# No Lie
„No Lie“ е песен на Дуа Липа и Шон Пол. Песента е написана от Шон Пол, Емили Уорън, Андрю Джаксън, и др.
Тя е издадена като сингъл на 18 ноември 2016 г.
„No Lie“ е класирана на 10 място в класацията за сингли във Великобритания. Дълга е 3 минути и 49 секунди. Видеото към песента е заснето в края на 2016 г. В Западен Лондон са заснети различни сцени. Официалната премиера на видеоклипа се състои на 10 януари 2017 г.
|  | Тази страница частично или изцяло представлява превод на страницата No Lie в Уикипедия на полски. Оригиналният текст, както и този превод, са защитени от Лиценза „Криейтив Комънс – Признание – Споделяне на споделеното“, а за съдържание, създадено преди юни 2009 година – от Лиценза за свободна документация на ГНУ. Прегледайте историята на редакциите на оригиналната страница, както и на преводната страница, за да видите списъка на съавторите. ВАЖНО: Този шаблон се отнася единствено до авторските права върху съдържанието на статията. Добавянето му не отменя изискването да се посочват конкретни източници на твърденията, които да бъдат благонадеждни. |